# Nem kutya
A Nem kutya (eredeti címe: Best in Show) 2000-es amerikai áldokumentumfilmes filmvígjáték, amelyet saját és Eugene Levy forgatókönyvéből Christopher Guest rendezett. A főbb szerepekben Eugene Levy, Catherine O’Hara, John Michael Higgins, Jennifer Coolidge, Michael Hitchcock, Parker Posey és Michael McKean látható.
2000. szeptember 8-án mutatták be a Torontói Nemzetközi Filmfesztiválon. Az Egyesült Államokban szeptember 19-től kezdték vetíteni a mozikban. Magyarországon videokazettán volt elérhető 2001. szeptember 6-tól.
Az 58. gálán Golden Globe-díjra jelölték legjobb filmmusical vagy filmvígjáték kategóriában.

## Cselekmény
Öt kutya és gazdáik, kiképzőik és kutyavezetőik utaznak Philadelphiába, hogy részt vegyenek a Mayflower Kennel Club kutyakiállításán.
- Gerry és Cookie Fleck egy floridai középosztálybeli házaspár, akik Winky nevű norwichi terrierjükkel érkeznek a Taft Hotelbe. Miután elfelejtették kifizetni a hitelkártyaszámlát, és készpénz híján vannak, kénytelenek a szálloda raktárában aludni. Útközben találkoznak Cookie több korábbi szeretőjével, akik Gerry legnagyobb bánatára újra megpróbálják elcsábítani őt.
- Meg és Hamilton Swan, egy ideges és szeszélyes házaspár Chicago egyik külvárosából, akik a film során gyakran veszekednek banális okok miatt. Nevezett kutyájuk Beatrice, a weimari vizsla. A Beatrice-szal szembeni rajongásuk és neurotikus viselkedésük megnyilvánul abban, hogy a kutyát pszichoterapeutához viszik, miután látta őket szexelni egy olyan pózban, amit a Káma Szutrából tanultak.
- Harlan Pepper, horgászbolt-tulajdonos. Családja generációk óta tenyészti a vérebeket, Észak-Karolinából származik. Mellékállásban lelkes, de nem túl tehetséges hasbeszélő. Kutyáját, Hubertet viszi a versenyre.
- Sherri Ann és Leslie Ward Cabot a Butchnak becézett Rhapsody in White nevű uszkár kutyájukkal neveznek a versenyre. Sherri Ann egy fiatal, vonzó, de nem túl intelligens szőke nő; erősen vagyonos férje, Leslie jóval idősebb nála, és előrehaladott szenilis demenciában szenved. Caboték Christyt, a kutyakiképzőt fogadják fel Butch mellé, akiről a film során kiderül, hogy Sherri Ann szeretője.
- Scott Donlan és Stefan Vanderhoof egy komikus meleg pár, akik nagyon büszkék si-cujukra, Miss Agnesre, és biztosak benne, hogy meg fogja nyerni a versenyt. Közös bennük a régi filmek iránti szeretet, és szívesen gúnyolódnak Christyn, Caboték kutyakiképzőjén. A pár azonban barátságos a többi versenyzővel, különösen Fleckékkel.

A kutyakiállítás házigazdája Trevor Beckwith kutyaszakértő és Buck Laughlin, a kommentátor. Az első fordulóban Beatrice-t kizárják, amikor agresszívvá válik, és Hamilton nem tudja irányítani. A másik négy kutya továbbjut a döntőbe. Közvetlenül a döntő előtt Cookie kificamítja a térdét, és ragaszkodik hozzá, hogy Gerry vegye át a helyét. Bár Gerry ideges, Winky végül elnyeri a Nem kutya! címet.
A verseny után Gerry és Cookie hazatérnek Floridába, és ott rövid időre hírnevet szereznek. Miközben egy stúdióban terrierekről szóló újszerű dalokat vesznek fel, Gerry végtelen csalódottságára felfedezik, hogy a hangmérnök Cookie egy másik volt szeretője. Christy és Sherri Ann, akik immár felvállalták kapcsolatukat, kiadják az American Bitch című magazint, amely fajtatiszta kutyák leszbikus tulajdonosainak szól.
Harlan beteljesíti álmát, hogy hasbeszélő legyen, és egy honky tonk dal- és táncszámmal szórakoztatja a gyér tömegeket. Stefan és Scott egy naptárat tervez, amelyben si-cu kutyák jelmezben szerepelnek olyan klasszikus filmek jeleneteiben, mint a Casablanca és az Elfújta a szél. Meg és Hamilton láthatóan boldogabbak együtt, miután Beatrice-t egy Kipper nevű mopszra cserélték, aki állításuk szerint élvezi nézni, ahogy szeretkeznek.

## Szereplők
| Szerep                       | Színész              | Magyar hangja    |
| ---------------------------- | -------------------- | ---------------- |
| Meg Swan                     | Parker Posey         | n.a              |
| Hamilton Swan                | Michael Hitchcock    | Juhász György    |
| Cookie Fleck                 | Catherine O’Hara     | n.a              |
| Gerry Fleck                  | Eugene Levy          | Bognár Zsolt     |
| Stefan Vanderhoof            | Michael McKean       | Uri István       |
| Scott Donlan                 | John Michael Higgins | Lippai László    |
| Sherri Ann Cabot             | Jennifer Coolidge    | n.a              |
| Christy Cummings             | Jane Lynch           | n.a              |
| Harlan Pepper                | Christopher Guest    | n.a              |
| Max Berman                   | Larry Miller         | n.a              |
| Dr. Theodore W. Millbank III | Bob Balaban          | Kapácsy Miklós   |
| Mark Schafer hotelmenedzser  | Ed Begley Jr.        | R. Kárpáti Péter |

További magyar hangok: Árkosi Kati, Erdős Borcsa, F. Nagy Erika, Keönch Anna, Lázár Sándor, Németh Gábor, Rubold Ödön

## Fogadtatás
A film kiváló értékelést kapott. A Rotten Tomatoeson 93%-os minősítést ért el 116 vélemény alapján, az összefoglaló szerint: „A Nem kutya remek példája Christopher Guest író-rendező-sztár improvizációs vígjátéki tehetségének, a Nem kutya vonzóan furcsa feltételekkel és ragyogóan tehetséges szereplőgárdával büszkélkedhet.”
„Úgy tűnik, Guest pontosan tudja, meddig feszítheti a valóságot anélkül, hogy elveszítené a valósághűség döntő fontosságú textúráját. Ezt a vígjátékot még a macskabarátok is imádhatják”, írta David Ansen a Newsweek-től. Rita Kempley a Washington Posttól úgy vélte: „A színészek rögtönzött válaszai, valamint az állandóan jelen lévő kamerára adott amatőr reakcióik inkább elhagyatottak, mint komikusak.” Roger Ebert azt írta, a film egy „gonoszul vicces áldokumentumfilm”.
A MetaCritic 78 pontot adott a 100-ból 33 értékelés alapján. William Arnold a Seattle Post-Intelligencertől azt írta: „Christopher Guest színész-író-rendezőnél jobban senki sem tudja ezt a műfajt.”
A Box Office Mojo szerint a produkció nyereséges volt. A 10 millió dolláros költségvetésnek a dupláját kitermelte a kasszabevételekkel.

## Fontosabb díjak és jelölések
- Golden Globe-díj a legjobb filmmusicalnek vagy vígjátéknak (jelölés)